# Aeroportul Regional Southeast Iowa
Aeroportul Regional Southeast Iowa (IATA: BRL, ICAO: KBRL, FAA LID: BRL) este un aeroport din Iowa, Statele Unite ale Americii ce deservește zona Burlington⁠(d). Aeroportul a fost tranzitat în 2019 de 16.070 de pasageri. A fost deschis în 1929.
Situat la o altitudine de 213 m, aeroportul dispune de 2 piste.

## Infrastructură

### Piste
Aeroportul dispune de 2 piste. Pista 12/30 are dimensiunile 5.351 picioare × 100 picioare. Pista 18/36 are suprafața de asfalt și dimensiunile 6.701 picioare × 150 picioare. 